# Амал
Амал (Amala, Amali, Felicitas, Father of the Amals, Hammal, Father of the Amali) — легендарный конунг (король готов) в Готискандзе, основатель династии Амалов. Также известен как "Отец Амалов". Сын Авгиса и отец Хисарны. Брат Гунтариха.
Жил в 123 - 195 годах н. э. в Готискандзе, правил в 160-195 годах.